# Лео Буржо
Жозеф Арман Лео Буржо (фр. Joseph Armand Leo Bourgault, 17 січня 1903, Вест-Ніпіссінг — 14 липня 1978) — канадський хокеїст, що грав на позиції захисника.
Володар Кубка Стенлі.

## Ігрова кар'єра
Професійну хокейну кар'єру розпочав 1924 року.
Протягом професійної клубної ігрової кар'єри, що тривала 13 років, захищав кольори команд «Торонто Мейпл-Ліфс», «Нью-Йорк Рейнджерс», «Оттава Сенаторс» та «Монреаль Канадієнс».
Усього провів 305 матчів у НХЛ, включаючи 25 ігор плей-оф Кубка Стенлі.
У 1928 році, граючи за команду «Нью-Йорк Рейнджерс», став володарем Кубка Стенлі.